# Lago Čeko
Il lago Čeko è un piccolo lago d'acqua dolce situato in Siberia, nei pressi del fiume Tunguska Pietrosa, nell'odierno Ėvenkijskij rajon del Territorio di Krasnojarsk. La forma di questo lago ricorda vagamente una ciotola più o meno ovale, lungo 708 metri, largo 364 metri e di circa 50 metri di profondità.
L'origine del lago è dibattuta. Alcuni ricercatori ritengono che si tratti di un lago formatosi a seguito dell'impatto sul suolo terrestre di un asteroide o di una cometa, di 30-60 m di diametro, responsabile dell'Evento di Tunguska;il cratere, generatosi contemporaneamente all'impatto, si sarebbe poi riempito d'acqua grazie al fiume immissario Kimču (che fa anche da emissario), dando così origine e forma al lago stesso.

## Età del lago
Un'indagine del 1961 inizialmente stimò che il lago doveva essere vecchio di almeno 5000 anni, sulla base di spessi metri di limo depositati sul fondo del lago. Tuttavia, un documento 2001 ipotizzo che i vari sedimenti si formarono al momento dell'Evento di Tunguska. Una recente ricerca indica che solo un metro o poco più dello strato di sedimenti sul fondo del lago è di "normale sedimentazione lacustre", il che indica un lago molto più giovane, di circa un centinaio di anni.
Inoltre, nel 2009, alcuni ricercatori dell'Università di Bologna studiarono il fondo del lago e, sulla base di alcune prove di sedimentazione, hanno ribadito le conclusioni del documento stilato nel 2001, ovvero che il Lago Čeko si formò appunto al momento dell'Evento di Tunguska.
Nel 2017, ulteriori analisi effettuate da ricercatori russi, hanno confutato la teoria secondo cui il lago Čeko è stato creato dall'evento di Tunguska. Le ricerche hanno usato la ricerca sul suolo per determinare che il lago ha 280 anni o anche molti di più; in ogni caso chiaramente più antico dell'evento di Tunguska. Analizzando il fondale del lago Čeko, è stato identificato uno strato di contaminazione da radionuclidi durante i test nucleari della metà del XX secolo a Novaja Zemlja.
La profondità di questo strato ha dato un tasso di sedimentazione medio annuo compreso tra 3,6 e 4,6 mm l'anno. Questi valori di sedimentazione sono inferiori alla metà di 1 cm/anno calcolato da Gasperini nella loro pubblicazione del 2009 sulla loro analisi del fondale del lago Čeko nel 1999. Gli scienziati russi nel 2017, hanno contato almeno 280 di tali varve annuali nel campione di fondale lungo 126 cm estratto dal fondo del lago, il che suggerisce un'età del lago più antico dell'evento di Tunguska.
Inoltre, ci sono problemi con la fisica dell'impatto: è improbabile che un meteorite sassoso del giusto intervallo di dimensioni abbia la forza meccanica necessaria per sopravvivere al passaggio atmosferico intatto, e che tuttavia mantenga una velocità abbastanza alta da scavare un cratere di quelle dimensioni una volta raggiunta la superficie della Terra.